# Regierung von Oberfranken

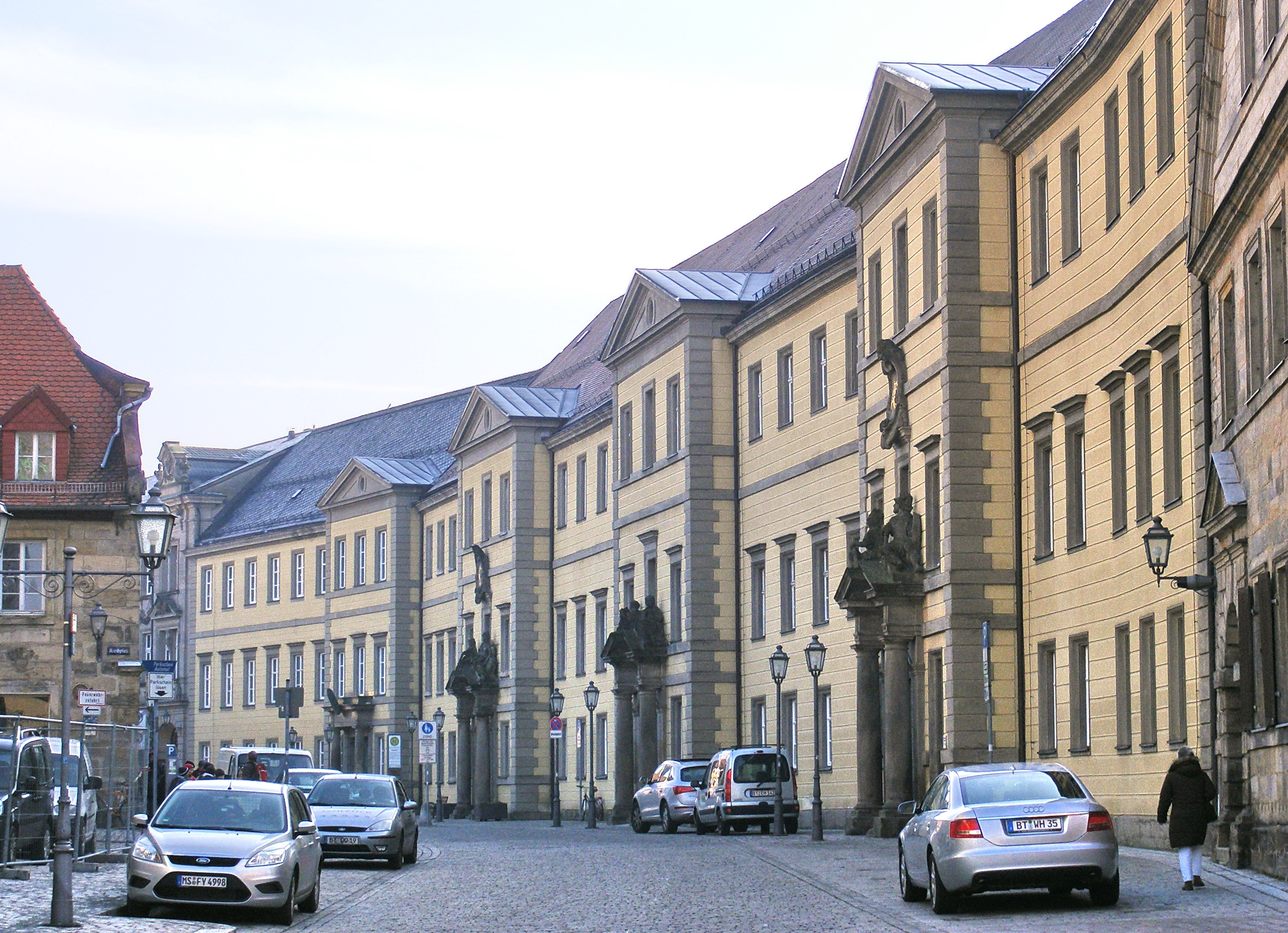
Gebäudezeile in der Kanzleistraße

Die Regierung von Oberfranken mit Sitz in Bayreuth ist eine von sieben Bezirksregierungen in Bayern. Die Regierung vertritt und repräsentiert die Staatsregierung im Regierungsbezirk, aber auch den Regierungsbezirk gegenüber der Staatsregierung.

## Aufgaben
Die Regierung ist im Aufbau der bayerischen Staatsverwaltung die Mittelbehörde für den Regierungsbezirk Oberfranken, zwischen den bayerischen Staatsministerien und den Behörden der Unterstufe, z. B. den Landratsämtern und kreisfreien Städten.
Bündelung
Die Regierung von Oberfranken bündelt Verwaltungsleistungen aus fast allen bayerischen Staatsministerien unter einem Dach. Über 780 Mitarbeiterinnen und Mitarbeiter verschiedenster Fachrichtungen arbeiten hier für die Entwicklung der Region, z. B. in den Bereichen Architektur, Chemie, Geographie, Human-/Veterinärmedizin, Ingenieurwesen, Verwaltungsrecht, Pädagogik und Pharmazie.
Koordinierung
Die Regierung von Oberfranken koordiniert etwa bei großen Infrastrukturprojekten unterschiedliche Interessen und entscheidet in Vorhaben, die mehrere Lebensbereiche gleichzeitig betreffen.
Förderung
Die Regierung von Oberfranken setzt zahlreiche Förderprogramme um und bewegt dabei jährlich einen hohen dreistelligen Millionenbetrag. Der größte Teil des Geldes stammt aus dem bayerischen Staatshaushalt und wird vom Bayerischen Landtag zur Verfügung gestellt. Weitere Mittel kommen vom Bund und der EU.
Beratung
Die Regierung von Oberfranken berät und beaufsichtigt als unparteiische Staatsbehörde nachgeordnete staatliche Behörden sowie die neun oberfränkischen Landkreise, die vier kreisfreien Städte und teilweise die fünf Großen Kreisstädte.
Rechtsschutz
Die Regierung von Oberfranken bietet mit dem Widerspruchsverfahren insbesondere in Teilen des Sozialrechts einen kostengünstigen und effektiven Rechtsschutz und geht allgemeinen Beschwerden nach.

## Ehemalige Regierungspräsidenten von Oberfranken
(bis 1837 „Generalkommissäre“)
| Amtszeit             | Regierungspräsident           |
| 1810–1814            | Friedrich Karl von Thürheim   |
| 1815–1832            | Constantin Ludwig von Welden  |
| 1832–1837, 1838–1840 | Ferdinand von Andrian-Werburg |
| 1840–1857            | Melchior von Stenglein        |
| 1858–1863            | Friedrich von Podewils        |
| 1863–1864            | Nikolaus von Koch             |
| 1864–1868            | Theodor von Zwehl             |
| 1868–1873            | Ernst von Lerchenfeld         |
| 1873–1876            | Hugo von Herman               |
| 1876–1893            | Karl Alexander von Burchtorff |
| 1893–1909            | Rudolph von Roman             |
| 1909–1916            | Gustav von Brenner            |
| 1916–1932            | Otto von Strössenreuther      |
| 1933–1934*           | Hans Georg Hofmann            |
| 1934–1944*           | Hans Dippold                  |
| 1944–1945*           | Heinrich Detloff von Kalben   |
| 1945*                | Ernst Reichard                |
| 1945–1948*           | Hans Schregle                 |
| 1948–1956            | Ludwig Gebhard                |
| 1957–1973            | Friedrich Stahler             |
| 1973–1989            | Wolfgang Winkler              |
| 1989–1998            | Erich Haniel                  |
| 1998–2006            | Hans Angerer                  |
| 2006–2016            | Wilhelm Wenning               |
| 2016–2023            | Heidrun Piwernetz             |

Anmerkung: * 1933 bis 1948 gemeinsamer Regierungspräsident mit Mittelfranken

## Dienststellen

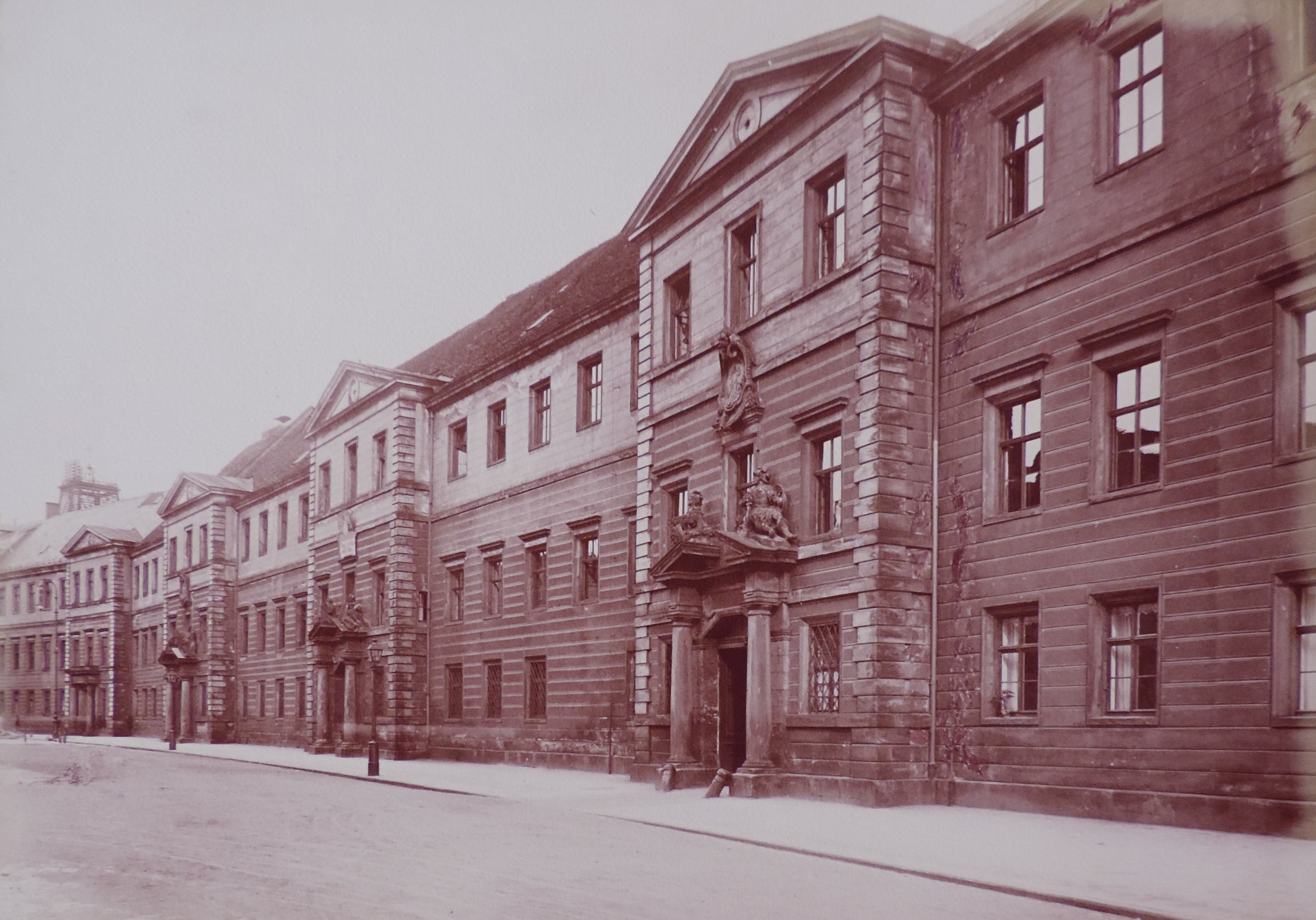
Gebäudezeile in der Kanzleistraße, vor 1913

- Hauptgebäude: Gebäudekomplex Ludwigstraße 20
- Maximilianstraße 6
- Glasenappweg 1 (Küchengebäude)
- Glasenappweg 2 (Neues Schloss, Damenflügel)
- Wittelsbacherring 3
- Wilhelm-Busch-Straße 2
- Ludwig-Thoma-Straße 14
- Luitpoldplatz 7–9

Weitere Dienststellen
- Bamberg: ANKER-Einrichtung Oberfranken (Erlenweg 4)
- Coburg: Gewerbeaufsichtsamt (Oberer Bürglaß 34–36)

### Präsidialbau der Regierung von Oberfranken

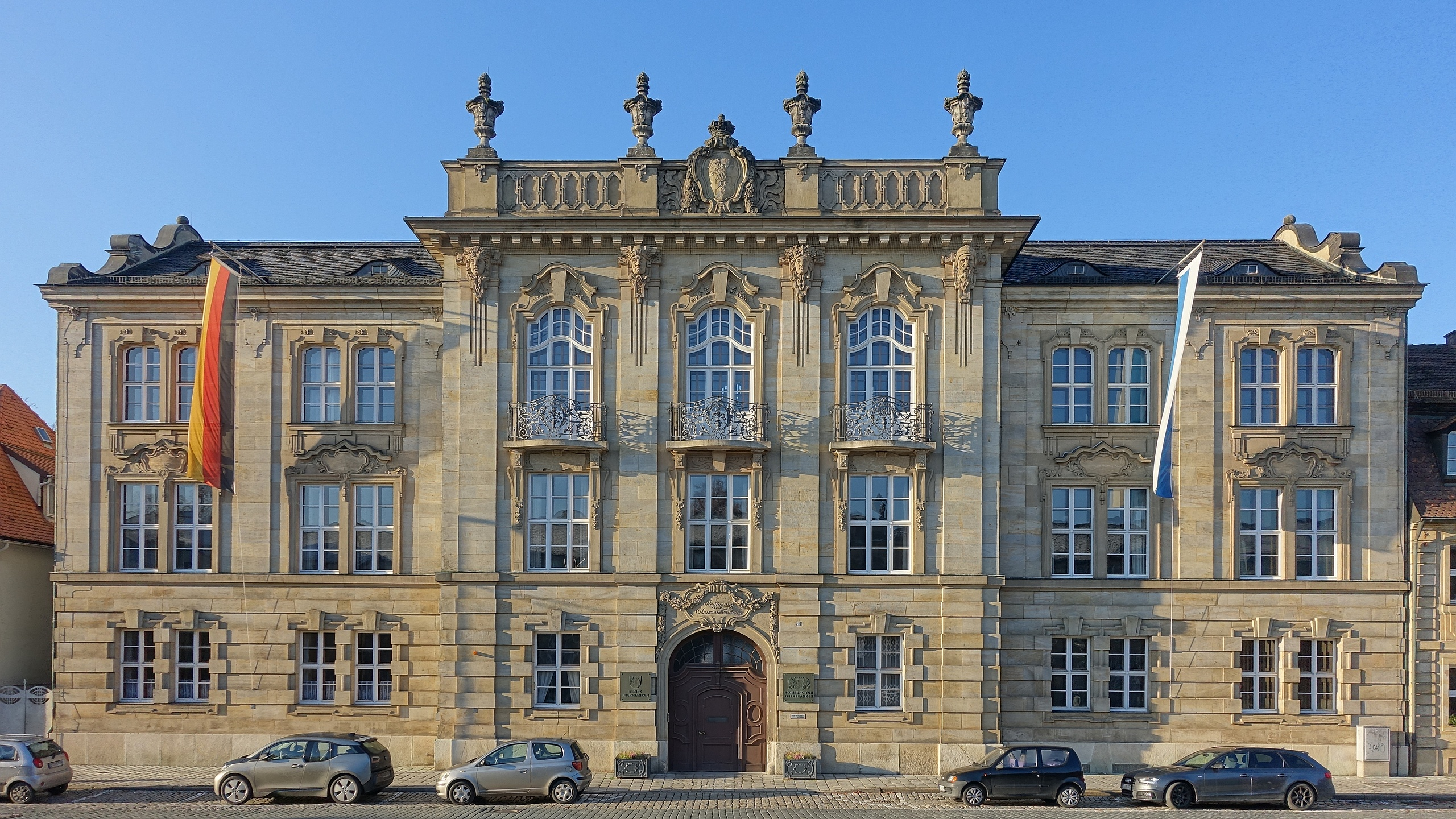
Präsidialbau der Regierung von Oberfranken (Ludwigstr. 20)

Der repräsentative Präsidialbau der Regierung von Oberfranken in Bayreuth stammt aus dem Spätbarock und beherbergt im ersten Obergeschoss unter anderem das Büro der Regierungspräsidentin sowie den Landratssaal.